# Le Sap
Le Sap è stato un comune francese di 967 abitanti situato nel dipartimento dell'Orne nella regione della Normandia. Il 1º gennaio 2016  si è fuso con Orville per formare il nuovo comune di Sap-en-Auge di cui è capoluogo.

## Società

### Evoluzione demografica
Abitanti censiti